# Daniel af Thunberg

Daniel af Thunberg, 1712-1788.

Daniel af Thunberg, född av bondeföräldrar 15 maj 1712 på Tunsjö i Dals socken, Ångermanland, död i januari 1788 nära Karlskrona, var en svensk mekaniker och vattenbyggare.
Thunberg blev student vid Uppsala universitet 1731 och studerade till präst, men drogs alltmer över till mekaniken, fick 1745 anställning vid Christopher Polhems Laboratorium mechanicum och antogs 1747 till byggmästare vid fästningsbyggnaderna i Finland. Där var han huvudsakligen sysselsatt med dockanläggningarna på Sveaborg samt med strömrensningar. På en av Sveaborgs dammar lät Augustin Ehrensvärd inrista: "Utom Thunberg hade icke Ehrensvärd byggt denna damm". Thunberg fick 1748 titeln slottsbyggmästare och 1759 direktörs fullmakt, utnämndes 1773 till överdirektör och adlades 1776. 
Sedan 1759 ägnade han sig huvudsakligen åt att utföra dockbyggnaderna i Karlskrona, för vilka han utsett plats 1756. Samtidigt verkställde han dock undersökningar om strömrensningar och möjligheten att anlägga kanaler i flera av Finlands län. År 1757 kallades han att delta i ständernas kommission för Trollhätte kanal. Det förslag till kanalled förbi Trollhättefallen samt tillhörande slussverksanläggning, vilket av kommissionen samma år framlades, var baserat på Thunbergs uppslag, vidare utarbetade och förbättrade av S. Sohlberg.
Förslaget lades till grund för arbetets utförande vilket dock betydligt fördröjdes. Thunberg hade i egenskap av direktör ledningen av arbetena 1773–79. Han var ledamot av Vetenskapsakademien i Stockholm (1759) och av Fysiografiska sällskapet i Lund. På grund av sin framstående förmåga och redbara karaktär omfattades han av Ehrensvärd med varm vänskap. Nämnas bör, att Thunberg uppgjorde ett förberedande förslag till Göta kanal, vilket Baltzar von Platen i huvudsak följde vid utförandet. Thunberg finns representerad vid bland annat Nationalmuseum i Stockholm.